# Henry Hughes Wilson
Sir Henry Hughes Wilson, 1. baronet, britanski feldmaršal, * 5. maj 1864, † 22. junij 1922.
Med letoma 1918 in 1922 je bil načelnik Imperialnega generalštaba.